# Чукреевское
Чукреевское — село в Туринском городском округе Свердловской области, России.

## Географическое положение
Село Чукреевское муниципального образования «Туринского городского округа» расположено в 27 километрах к западу от города Туринска (по автотрассе — 32 километров), на обоих берегах реки Чукреевка (правый приток реки Чернушка).

## Тихоновская церковь
В 1841 году была построена каменная, двухпрестольная церковь, и 1841 году была освящена во имя святого Тихона, епископа Амафунтского, придел был также освящён во имя великомученика Димитрия Солунского. Храм был закрыт в 1934 году, а затем и вовсе был снесён.

## Население
| 2002 | 2010 | 2021 |
| ---- | ---- | ---- |
| 487  | ↘373 | ↘319 |